# Eucalyptus tricarpa
Espèce
Eucalyptus tricarpa est une espèce de plantes à fleurs du genre Eucalyptus  et de la famille des Myrtaceae. C'est un arbre endémique au Victoria et à la côte sud de la Nouvelle-Galles du Sud en Australie.

## Description
C'est un grand arbre au tronc droit qui atteint habituellement entre 25 et 35 mètres de hauteur. Il a une écorce brun-noir à rouge-brun profondément sillonnée et persistante sur toutes les branches. Les feuilles sont alternes, lancéolées, ternes concolores et mesurent de 9 à 19 cm de longueur. Les fleurs sont blanches, crème, rose ou rouge.
Il a été considéré comme une sous-espèce d’Eucalyptus sideroxylon.
Il pousse sur des sols pauvres des forêts sclérophylles,